# Святогорский трамвай
Святогорский трамвай — система конно-железных дорог, а потом — бензомоторного трамвая, существовавшая в первой половине 20 века в слобожанском городе Святогорск Донецкой области Украины.

## История
В начале 1911 года от железнодорожной станции до Успенского монастыря была открыта линия конки. Длина составляла 7 километров.
В 1930 году в вагоне конки был установлен бензиновый двигатель. Маршрут не изменили. Трамвай прекратил свою работу в 1941 году, с началом войны. После её окончания трамвай не стали возрождать, а вместо него пустили автобус.

## Источник
- Святогорский трамвай на сайте «Горэлектротранс»